# Střelice (kraj pilzneński)
Střelice – gmina w Czechach, w powiecie Pilzno Południe, w kraju pilzneńskim. Według danych z dnia 1 stycznia 2014 liczyła 151 mieszkańców.